# آندره هورتا
آندره فیلیپه لوز هورتا یا به اختصار آندره هورتا (انگلیسی: André Horta؛ زادهٔ ۷ نوامبر ۱۹۹۶) بازیکن فوتبال اهل پرتغال است.
از باشگاه‌هایی که در آن بازی کرده‌است می‌توان به باشگاه ورزشی براگا، باشگاه فوتبال لس آنجلس، و باشگاه فوتبال ویتوریا ستوبال اشاره کرد.
وی همچنین در تیم‌های ملی فوتبال زیر ۱۸ سال پرتغال، زیر ۱۹ سال پرتغال، زیر ۲۰ سال پرتغال، و زیر ۲۱ سال پرتغال بازی کرده‌است.

## زندگی شخصی
وی برادر ریکاردو هورتا دیگر بازیکن حرفه‌ای فوتبال است.